# Fuori uno... sotto un altro, arriva il Passatore
Fuori uno... sotto un altro, arriva il Passatore è un film del 1973 diretto da Giuliano Carnimeo. 

## Trama
Mentre un inetto funzionario della polizia gli dà inutilmente la caccia, il bandito Stefano Pelloni, detto il Passatore, mette a segno un colpo dietro l'altro, giungendo persino - mentre nel romagnolo teatro di Forlimpopoli è in corso uno spettacolo cui assiste il cardinal legato in persona - a presentarsi in sala con la sua banda al completo e a depredare gli spettatori di tutto il loro denaro. Fortunato in amore come nel brigantaggio, astuto quant'altri mai, il Pelloni riesce quindi - nonostante che a dargli filo da torcere sia ora lo stesso capo della polizia, Zambelli, già suo compagno di seminario - a sottrarre Garibaldi alle guardie austriache che lo inseguono. Deciso a intrappolarlo e servendosi di un ambizioso bandito finito nelle sue mani, Zambelli gli tende allora un tranello, attirandolo a Castrocaro, con la mira di un furto di gioielli ai danni di una falsa arciduchessa d'Austria. Stavolta, il Pelloni si trova in seria difficoltà, ma sarà lo stesso capo della polizia a consentirgli la fuga, a patto che egli abbandoni per sempre il brigantaggio.

## Produzione
Il film è stato girato a Faenza (RA).